# Revue de presse
Une revue de presse ou relevé de presse est un genre journalistique et entrepreneurial qui consiste en une compilation d'articles de presse généraliste ou spécialisée,  à une échelle géographique et temporelle choisie. Cette synthèse peut relever juridiquement du panorama de presse si elle ne répond pas à certains critères, dont la gratuité. 
En France, l'invention de la revue de presse est attribuée, selon les sources, à Émile de Girardin, à Georges Eugène Haussmann ou à Charles Maurras. 
Cette revue peut être diffusée sur un support lui-même écrit, mais tout autre support médiatique peut être choisi. Les revues de presse radiophoniques et télévisées sont courantes et occupent souvent une plage des émissions matinales.
Cependant, le terme « revue » ou « panorama » fait l'objet de débats. En effet, pour de nombreux organismes, la « revue de presse » est l'énumération exhaustive des articles, tandis que le panorama est une sélection des articles les plus représentatifs des points de vue ou des sujets ; ainsi, les revues de presse peuvent atteindre des centaines de pages, quand le panorama cherchera à être plus réduit mais à permettre une vision panoramique.
La méta-analyse se distingue de la revue de presse scientifique par son analyse statistique détaillée.

## Régime juridique applicable

### France
(juin 2017).
Si vous disposez d'ouvrages ou d'articles de référence ou si vous connaissez des sites web de qualité traitant du thème abordé ici, merci de compléter l'article en donnant les références utiles à sa vérifiabilité et en les liant à la section « Notes et références ».
En droit français, la revue de presse est une exception au droit d'auteur définie par l’article L. 122-5 du Code de la propriété intellectuelle. 
La jurisprudence la restreint strictement à « la présentation conjointe et comparative de divers commentaires émanant de journalistes différents et concernant un même thème ou un même événement ». Le droit de réciprocité a aussi été évoqué lors des débats parlementaires sur la loi du 11 mars 1957 régissant en France le droit d'auteur. Ce droit de réciprocité n'a pas été transcrit dans la loi mais la revue de presse au sens du droit français - consistant à reprendre une partie d'articles ou informations publiées par d'autres et dont ces tiers restent propriétaires - est en fait réservée aux « organes de presse ».
Les conditions cumulatives indispensables pour prétendre à cette exception au droit d'auteur sont donc :
- élaboration par un organe de presse, qui ne saurait s'opposer à l'utilisation réciproque de ses propres articles par les autres organes de presse cités pour leurs propres revues de presse ;
- regroupement organisé par thème ou événement : la revue de presse - même si les critères sont moins sévères que pour les ouvrages de compilations définis par le Code de la propriété intellectuelle - doit faire montre d'un effort de compilation témoignant d'un travail de classement ;
- respect du droit moral et patrimonial des auteurs : citations courtes qui ne devraient pas dispenser le lecteur de lire l'article original, mention complète de l'auteur et de l'organe source permettant au lecteur de s'y reporter aisément.

La revue de presse est donc gratuite si son élaboration respecte les critères visés plus haut et ne sont extraits de sources aux supports protégées (base de données, journal électronique) : elle ne donne alors pas lieu à redevance pour la reprise des informations ou commentaires.
Pour répondre à la compilation à usage interne par beaucoup d'entreprises d'articles concernant l'entreprise elle-même ou son domaine d’activité, le Centre français d'exploitation du droit de copie (CFC) a créé la notion de panorama de presse, assemblage d’articles ou d’extraits d’articles. 
Le panorama de presse, comparable dans sa forme à la revue de presse par sa reprise d'articles ou informations, est par contre soumis à redevance, définie par le CFC agissant comme mandataire des ayants droit en fonction du nombre d'exemplaires diffusés, de la fréquence et du volume des panoramas de presse. Cette redevance est due chaque fois que les critères cumulatifs ci-dessus ne peuvent être respectés.
L'autorisation préalable demandée avant reproduction est maintenant tombée en désuétude, la plupart des auteurs et organes de presse préfèrent orienter vers le CFC pour centraliser les demandes.
L’exception de citation prévue par le Code de la propriété intellectuelle peut aussi autoriser des auteurs  à reproduire quelques lignes d’un ou plusieurs articles de presse dans leurs propres œuvres. Les conditions ici aussi cumulatives pour bénéficier de cette exception sont :
- courte citation : l'ouvrage ne doit pas dispenser le lecteur de se reporter aux articles originaux (la tendance sur le web est même d'inciter le lecteur par un lien cliquable). La brièveté de la citation s’évalue en fonction à la fois et cumulativement de la longueur de l'ouvrage et de celle de l'œuvre citée ;
- justification par le caractère critique, polémique, pédagogique, scientifique ou d'information de l'ouvrage qui doit faire preuve d'originalité et témoigner d'un travail effectif de création ;
- respect du droit moral de l'auteur : la source et le nom de l’auteur doivent être mentionnés pour chacun des articles cités ; pour les citations sur le web la bonne pratique consiste à écrire en entier le nom de l'œuvre ou de l'organe de presse en faisant un lien sur l'URL correspondante ;
- non-dénaturation de l’esprit ou de la forme de l’œuvre citée.

Le critère le plus souvent appliqué par les juges du fond est celui du travail intellectuel effectif ; l'esprit du Code de la propriété intellectuelle est de respecter les fruits de ce travail intellectuel. Toute action de concurrence déloyale ou de parasitisme sera sanctionnée.

## Méthodes modernes
La syndication de contenu dénommée RSS (Really Simple Syndication en Anglais), permet de suivre les principaux titres des quotidiens publiés sur internet et de leur appliquer un traitement automatique : recherche de motifs, analyse fréquentielle de mots, etc.
Il est possible d’agréger les flux d'informations et d'établir une revue de presse ciblée, facilement consultable à l'aide de logiciels adaptés.
Ce type de méthode d'automatisation d'une revue de presse est particulièrement utile dans les domaines professionnels nécessitant une veille juridique, technique ou scientifique à visée exhaustive. Ce type de veille peut relever d'une obligation règlementaire (par exemple pour les opérateurs de diagnostic immobilier)